# احسان امینی
احسان امینی (زادهٔ ۷ فروردین ۱۳۶۵؛ اسلام‌آباد غرب) کشتی‌گیر اهل ایران است. وی در وزن ۸۴ کیلوگرم آزاد مردان در مسابقات قهرمانی کشتی آسیا ۲۰۱۱ تاشکند موفق به کسب مدال طلا شد.